# Sabeur Trabelsi
Sabeur Trabelsi (18 de fevereiro de 1984) é um futebolista profissional tunisiano que atua como defensor.

## Carreira
Sabeur Trabelsi representou a Seleção Tunisiana de Futebol nas Olimpíadas de 2004.